# Music for the Amorphous Body Study Center
Music for the Amorphous Body Study Center es un EP de la banda inglesa de post-rock Stereolab, editado en el año 1995. Este lanzamiento fue creado en colaboración con el escultor neoyorquino Charles Long para una exhibición. El álbum fue originalmente lanzado como edición limitada, pero fue agregado en la compilación Aluminum Tunes: Switched On, Vol. 3. El álbum se destaca por incorporar arreglos de cuerda al sonido del grupo.

## Lista de temas
1. "Pop Quiz"
2. "The Extension Trip"
3. "How to Play Your Internal Organs Overnight"
4. "The Brush Descends the Length"
5. "Melochord Seventy-Five"
6. "Space Moment"
7. "Untitled"